# Propebela pribilova
Propebela pribilova é uma espécie de gastrópode do gênero Propebela, pertencente a família Mangeliidae.